# VfB Auerbach
El VfB Auerbach es un equipo de fútbol de Alemania que juega en la NOFV-Oberliga Süd, la quinta liga de fútbol más importante del país.

## Historia
Fue fundado el 17 de mayo de 1906 en la ciudad de Vogtland con el nombre Auerbacher Fußball Club, ganado su primer título en 1908 y registrado oficialmente el 20 de junio de 1913 y al terminar la Primera Guerra Mundial el 18 de abril de 1919 junto a los departamentos de atletismo, tenis y deportes de invierno, llamándose a sí mismo VfB Auerbach 1906.
Al finalizar la Segunda Guerra Mundial, las autoridades aliadas ordenaron la desaparición de todas las organizaciones existentes en Alemania, incluidas organizaciones deportivas y de fútbol. A finales de 1945 el equipo fue restablecido como Sport- und Kultur-Kartell Auerbach i.V. Un nuevo equipo fue creado en 1949 con el nombre BSG KWU Auerbach, el cual cambió de nombre el 6 de enero de 1951 por el de BSG Einheit Auerbach. Para 1989, casi al final de la existencia de Alemania Occidental lograron ser una de las organizaciones deportivas más grandes con departamentos en boliche, boxeo, esgrima, gimnasia, patinaje, tenis y tenis de mesa.
El equipo regresó a las raíces de la reunificación de Alemania y cambió su nombre por el que tienen actualmente, pero en el sexto nivel del fútbol alemán. A mediados de los 90 ascendieron a la Landesliga Saschen, en 2003 ascendieron a la Oberliga Süd y para el 2012 ascendieron a la Regionalliga Nordost.

## Palmarés
- Landesliga Sachsen: 1

2003